# アレクサンダー島
座標: 南緯70度00分 西経71度00分 / 南緯70.000度 西経71.000度
アレクサンダー島（アレクサンダーとう、英: Alexander Island）は、南極大陸の沖、ベリングスハウゼン海にある島。南極半島から見ると西にあり棚氷でつながっている。面積は43,250 km2。無人島である。
1821年1月28日にファビアン・ゴットリープ・フォン・ベリングスハウゼン率いるロシア遠征隊が発見した。名前は、ロシア皇帝アレクサンドル1世にちなんでつけられた。1940年までは大陸の一部だと思われていた。
島には、気象学センターと給油の基地がある。イギリス、チリ、アルゼンチンが領有を主張している。